# Митенвалд
Митенвалд (на немски: Mittenwald) е община с търговско право в окръг Гармиш-Партенкирхен, Бавария, Германия на около 80 километра южно от Мюнхен между планините Карвендел и Ветерщайн, граничеща с Тирол, Австрия.
Това е най-високо разположеният планински курорт в Германия. В Мителвалд се намира вторият най-високо изкачващ се лифт в Германия – Karwendelbahn. Заедно с Крюн и Валгау общината образува туристическия съюз Alpenwelt Karwendel (Алпийски свят „Карвендел“), който рекламира региона целогодишно като начална точка за спортни дейности и занимания за свободното време като излети, алпинизъм, катерене, алпийски ски и ски бягане.

## География
Митенвалд се намира на надморска височина от 911 метра.

## Население
По данни от преброяването през 2011 г. населението на Митенвалд е 7342 жители. Таблицата показва броя на населението в различни години:
| Година | Население |
| ------ | --------- |
| 1871   | 1685      |
| 1925   | 2725      |
| 1950   | 8031      |
| 1970   | 8786      |
| 2011   | 7342      |

## Туризъм
От Митенвалд започват туристически пътеки до езерата Лаутерзе и Ферхензе и алпийски пътеки до Карвендел. На територията на общината има писти за алпийски ски и ски бягане. С открития през 1967 г. лифт „Карвендел“ туристите могат да достигнат височина от 2244 метра в гондола с капацитет 35 места, откъдето могат да ходят по панорамна пътека и да започнат планински турове и трасета за катерене.
От горната станция на лифта „Карвендел“ започва най-дългата писта за алпийски ски в Германия – „Дамкар“ с дължина 7,5 километра и денивелация от 1400 метра. Пистата не бива утъпквана и е използвана от скиори, спускащи се свободен стил.